# Kino Sports Complex
O Kino Sports Complex é um complexo esportivo sediado em Tucson, Arizona . O Arizona Diamondbacks e o Chicago White Sox anteriormente utilizavam o estádio principal do complexo, o Kino Veterans Memorial Stadium, para os jogos da Cactus League em março e tinham seus complexos das ligas menores no local. O estádio também foi a casa dos Tucson Sidewinders da Pacific Coast League na última década do time em Tucson, desde a temporada de abertura do estádio de 1998 até a temporada de 2008. O estádio foi uma casa temporária para os Tucson Padres (anteriormente os Portland Beavers) da Pacific Coast League durante a mudança da equipe para El Paso, Texas . Os não afiliados Tucson Mexican All-Stars da Liga do Arizona jogaram aqui de 1998 a 2000. Foi também a casa da temporada regular do time de beisebol Tucson Saguaros da Liga Pecos de 2016 a 2017. Tem capacidade para 11.500 fãs e apresenta concertos, além de sua função principal como um parque de beisebol.
O Kino Sports Complex também é usado para sediar partidas de futebol O FC Tucson, da USL League One, joga seus jogos em casa no North Stadium do complexo, seu principal estádio de futebol. O complexo serve como sede da pré-temporada do New York Red Bulls da Major League Soccer e sede do torneio de pré-temporada da Desert Diamond Cup ..